# Three 6 Mafia
Three 6 Mafia (originalmente conhecido como Da Mafia 6ix) é um grupo de hip hop originalmente da cidade de Memphis, Tennessee, nos Estados Unidos, o grupo foi formado por DJ Paul, Lord Infamous e Juicy J em 1991. Em 1994, Koopsta Knicca se juntou ao grupo com o Crunchy Black, inicialmente alcançou o grupo como um dos vocais em 1995 e Gangsta Boo tornou-se membro do grupo após o lançamento do álbum de estréia Mystic Stylez.

## História
O grupo começou em 1991 em Memphis com DJ Paul (Paul Beauregard), Juicy J (Jordan Houston) e Lord Infamous (Ricky Dunigan). O nome original do grupo antes foi Backyard Posse. Mais tarde DJ Paul e Juicy J formaram sua própria gravadora, Hypnotize Minds. Durante sua carreira, impulsionaram também as carreiras de diversos outros rappers. Eventualmente chegaram antes do lançamento do álbum Mystic Stylez, os rappers Koopsta Knicca (Robert Cooper), Gangsta Boo (Lola Mitchell) e Crunchy Black (Darnell Carlton) se juntaram ao grupo. Muitos artistas ao longo dos anos acabaram deixando o grupo sobre desavenças pessoais.
O grupo se expandiu e ajudou a iniciar as carreiras de notáveis rappers batizado pelo Three 6 Mafia, incluindo Projeto Pat, Frayser Boy, La Chat, Lil Wyte, Gangsta Blac, Kingpin Skinny Pimp, Scan Man, Chrome Korleone, entre outros.
Neste ponto da evolução do grupo, depois de terem assinado uma grande gravadora (Sony Music), os líderes do grupo DJ Paul e Juicy J começaram a expandir a sua marca. Eles começaram lançando álbuns solo com participações de rappers como, Can It Be? Por Gangsta Blac, Ghetty Green, "Murderers & Robbers", "Mista Don't Play":, "Everythangs Workin 'e Layin' da Smack Down" por Project Pat, "Doubt Me Now", "Phinally Phamous", por Lil Wyte, "Angel Dust" por Indo G, "Gone On That Bay & Me Being Me" por Frayser Boy, e álbuns de compilação, como coleções de faixas de anos anteriores (Underground Vol. 1: (1991-1994)), Underground Vol. 2: Club Memphis & Underground Vol. 3: Kings of Memphis entre outros projetos). O grupo também originalmente criou o termo Crunk como um de seus estilos que expressam em sua músicas.  
DJ Paul e Lord Infamous são irmãos. Project Pat, que faz várias participações musicais ao grupo, é irmão de Juicy J. Three 6 Mafia era o grupo favorito de Pimp C, do UGK, a grife de roupas Dangerous Skandulous pertence ao grupo Juicy J é um grande fã de Rock, apesar de ter sido criticado por isso, o grupo compôs a trilha sonora do filme Jackass 2 foi o único grupo de rap que ganhou um Oscar e primeiro grupo de rap a ter seu próprio reality show, a música "Some Bodies Gonna Get It" é usada pelo lutador da WWE Mark Henry como a sua música de entrada desde 2005.

### Academy Award (2006)
Em 2006, Three 6 Mafia tornou-se o primeiro grupo de hip-hop a ganhar o Oscar de melhor música original com "It's Hard out Here for a Pimp" (que co-escreveu com Frayser Boy) como uma das canções tema de Hustle & Flow. Eles também foram os primeiros artistas de hip-hop a se apresentarem na cerimônia, o que fizeram com a atriz Taraji P. Henson, de Hustle & Flow, retomando seu sucessos. Foi a segunda música de hip-hop (e a primeira música de Crunk/Dirty South) a ganhar um Oscar, depois de "Lose Yourself" de Eminem em 2002, de seu filme 8 Mile - Rua das ilusões, e apenas uma outra música de hip-hop desde então ganhou um Oscar - Common e John Legend em 2015. Antes da apresentadora Queen Latifah.

## Discografia

### Álbuns de estúdio
| Ano  | Título                                  |
| ---- | --------------------------------------- |
| 1995 | Mystic Stylez                           |
| 1996 | Chapter 1: The End                      |
| 1997 | Chapter 2: World Domination             |
| 2000 | When the Smoke Clears: Sixty 6, Sixty 1 |
| 2001 | Choices: The Album                      |
| 2003 | Da Unbreakables                         |
| 2005 | Choices II: The Setup                   |
| 2005 | Most Known Unknown                      |
| 2008 | Last 2 Walk                             |
| 2010 | Laws of Power                           |
| 2015 | Watch What U Wish...                    |

## Filmografia
| Ano  | Título                    |
| ---- | ------------------------- |
| 2001 | Choices: The Movie        |
| 2005 | Choices II                |
| 2005 | Clean Up Men              |
| 2006 | Ultimate Video Collection |
| 2007 | Adventures in Hollyhood   |

## Prêmios e nomeações
| Ano  | Prêmios                          | Categoria                               | Trabalho                        | Resultado |
| ---- | -------------------------------- | --------------------------------------- | ------------------------------- | --------- |
| 2006 | Academy Awards                   | Best Original Song                      | "It's Hard out Here for a Pimp" | Venceu    |
| 2006 | BET Awards                       | Best Group                              | Three 6 Mafia                   | Indicado  |
| 2006 | MTV Video Music Awards           | Best Hip-Hop Video                      | "Stay Fly"                      | Indicado  |
| 2006 | MTV Video Music Awards           | MTV2 Award                              | "Stay Fly"                      | Indicado  |
| 2007 | BET Awards                       | Best Group                              | Three 6 Mafia                   | Indicado  |
| 2008 | American Music Awards            | Favorite Rap/Hip-Hop Band, Duo or Group | Three 6 Mafia                   | Venceu    |
| 2009 | BET Awards                       | Best Group                              | Three 6 Mafia                   | Indicado  |
| 2010 | International Dance Music Awards | Best Hip Hop Dance Track                | "Feel It"                       | Indicado  |
| 2012 | Memphis Music Hall of Fame       | Inductee                                | Three 6 Mafia                   | Venceu    |